# The Fourth Dimension
The Fourth Dimension è il terzo album in studio gruppo musicale melodic death metal svedese Hypocrisy, pubblicato nel 1994 dalla Nuclear Blast.
Si tratta del primo album senza il cantante Masse Broberg, che da questo lavoro in poi fu sostituito dal chitarrista Peter Tägtgren alla voce. Il disco è stato ristampato nel 2000 da Nuclear Blast con due tracce bonus tratte dall'EP Maximum Abduction.

## Tracce
1. Apocalypse - 5:55
2. Mind Corruption - 3:50
3. Reincarnation - 3:48
4. Reborn - 3:06
5. Black Forest - 4:23
6. Never to Return - 4:08
7. Path to Babylon - 3:43
8. Slaughtered - 5:39
9. Orgy in Blood - 3:20
10. The North Wind - 3:45
11. T.E.M.P.T. - 3:19
12. The Fourth Dimension - 5:51
13. The Arrival of the Demons (Part 1) - 1:50

### Bonus track (edizione limitata)[2]
1. The Abyss - 4:38

### Bonus track (Giappone)
1. Symbol of Baphomet
2. Mental Emotions
3. God is a Lie
4. Black Magic (Slayer cover)
5. The Abyss

### Bonus track (ristampa 2000)
Bonus track
1. Request Denied - 4:43
2. Strange Ways (Kiss cover) - 3:24

## Formazione
Elementi
- Peter Tägtgren − voce, chitarra, tastiere, produttore, missaggio
- Mikael Hedlund − basso
- Lars Szöke − batteria
- P. Gron - design, fotografia, illustrazioni